# San Francisco las Ánimas
San Francisco las Ánimas är en ort i Mexiko.   Den ligger i kommunen Minatitlán och delstaten Veracruz, i den sydöstra delen av landet, 500 km öster om huvudstaden Mexico City. San Francisco las Ánimas ligger 17 meter över havet och antalet invånare är 261.
Terrängen runt San Francisco las Ánimas är mycket platt. Runt San Francisco las Ánimas är det ganska glesbefolkat, med 29 invånare per kvadratkilometer. Närmaste större samhälle är Minatitlán, 15,4 km norr om San Francisco las Ánimas. Omgivningarna runt San Francisco las Ánimas är en mosaik av jordbruksmark och naturlig växtlighet.